# Es Migjorn
La playa Es Migjorn está situada en la isla de Formentera, en la comunidad autónoma de las Islas Baleares, España.
Es la playa más extensa de Formentera. Formada por una sucesión de arenales con interrupciones de rocas, formando sectores diferenciados a las cuales se les denomina según los accidentes geográficos o pequeñas urbanizaciones próximas.